# Buchanan (Geòrgia)
Buchanan és una població dels Estats Units a l'estat de Geòrgia. Segons el cens del 2000 tenia 941 habitants.

## Demografia
Segons el cens del 2000, Buchanan tenia 941 habitants, 345 habitatges, i 221 famílies. La densitat de població era de 247,2 habitants per km².
Dels 345 habitatges en un 27% hi vivien nens de menys de 18 anys, en un 46,1% hi vivien parelles casades, en un 14,8% dones solteres, i en un 35,7% no eren unitats familiars. En el 33,6% dels habitatges hi vivien persones soles el 17,7% de les quals corresponia a persones de 65 anys o més que vivien soles. El nombre mitjà de persones vivint en cada habitatge era de 2,38 i el nombre mitjà de persones que vivien en cada família era de 3,02.
Per edats la població es repartia de la següent manera: un 22,8% tenia menys de 18 anys, un 8% entre 18 i 24, un 28,5% entre 25 i 44, un 21,5% de 45 a 60 i un 19,2% 65 anys o més.
L'edat mediana era de 38 anys. Per cada 100 dones de 18 o més anys hi havia 86,2 homes.
La renda mediana per habitatge era de 23.269 $ i la renda mediana per família de 26.964 $. Els homes tenien una renda mediana de 24.205 $ mentre que les dones 16.458 $. La renda per capita de la població era d'11.821 $. Entorn del 20,5% de les famílies i el 22,7% de la població estaven per davall del llindar de pobresa.

## Poblacions més properes
El següent diagrama mostra les poblacions més properes.